# نادي سيون
نادي سيون لكرة القدم (بالفرنسية: Football Club de Sion)‏ هو نادي كرة قدم في مدينة سيون في سويسرا تأسس سنة 1909، يشارك في دوري التحدي السويسري.

## ألقاب
- الدوري السويسري 1992 و 1997
- وصل إلى نهائي كأس سويسرا عشر مرات

## وصلة خارجية
- الموقع الرسمي لنادي سيون